# Quinta de Baixo
A Quinta de Baixo, também referida como Quinta dos Condes de Paço Vitorino, localiza-se na freguesia de Vilar de Andorinho, concelho de Vila Nova de Gaia, distrito do Porto, Portugal.

## História
Em 1654, esta propriedade era pertença de João Álvares Monteiro. Pelo menos desde 1756 apresenta configuração muito semelhante à que hoje conhecemos e onde já se articulavam a casa de habitação, a capela anexa e as demais dependências. À época era propriedade de José Pinto Monteiro e fez parte do dote de casamento entre Gonçalo Pinto Monteiro de Azevedo (herdeiro do Morgado) e D. Joana Antónia da Gama e Amorim, Fidalga da Casa do Campo das Hortas, no Porto e neta do Senhor da Casa e do Morgadio de Vilar de Mouros. Após 1794, integrou os bens da família Calheiros Lobo, condes de Vitorino das Donas, cerca de um século depois. Eram pertenças desta quinta, as áreas agrícolas até o lugar de Lijó e a grande tapada situada no Monte Grande (Monte da Virgem), na mesma Freguesia.
A sua designação justifica-se como distinção da Quinta de Soeime, que era a "Quinta de Cima".

## Características
Muito embora se paute pela sobriedade, a casa da Quinta de Baixo tira partido das soluções arquitectónicas barrocas, alcançando um resultado final de grande interesse, mas cuja cronologia poderá ser mais recuada, remontando, possivelmente, ao final do século XVII.
De planta em forma de "U", comum à época setecentista, a casa revela uma arquitetura bastante depurada que, apesar da simetria, do ritmo e da dupla escadaria central que domina o alçado principal, tende a afastar-se dos exemplos de outras quintas do norte do país, onde predomina a influência do arquitecto Nicolau Nasoni, em composições de maior exuberância decorativa e cenográfica.
Neste imóvel a solução utilizada foi sóbria e linear, sem deixar de procurar desenvolver em profundidade as fachadas que definem o pátio interno, alcançando, assim, uma eficaz sugestão de animação dos panos murários, articulados em profundidade.
Deste modo, o piso superior é percorrido, em toda a sua extensão, por uma varanda alpendrada, que forma uma arcaria reta, suportada por colunas assentes sobre o peitoril. Correspondem-lhe, no piso inferior, três arcos a pleno centro, abertos nos corpos laterais, uma vez que, no central, se encontra a dupla escadaria de acesso ao andar nobre.
Assim, concebeu-se uma estrutura que parece constituir um corpo diferenciado, adossado ao edifício habitacional desenvolvido atrás. Em todo o caso, com a sua regularidade e sobriedade, a varanda cria um interessante jogo de cheios e vazios, de grande dinamismo, que convergem na escadaria central, esta num plano mais avançado e paralelo à casa.
No corpo norte, a capela integra o traçado do edifício, num plano mais recuado, de forma que o alçado lateral é, igualmente, percorrido pela varanda. A fachada principal encontra-se num dos topos do "U", mas o acesso é feito por uma zona exterior, e não diretamente através do pátio interno, devido à existência de um muro de separação. Neste último, inscreve-se uma fonte de espaldar com nicho. A fachada da capela é rematada por um frontão trapezoidal, onde se enquadra a torre sineira, cujo volume é equilibrado pelos pináculos laterais.